# Харизматический культ
Харизмати́ческий культ, или харизматическая группа — одна из разновидностей новых религиозных движений (НРД) или «сект», «культов» в зависимости от принимаемой теологической или социологической терминологии.

## Особенности понятия
Харизматический культ создаётся на основе объединения последователей и приверженцев какой-то определённой личности (вожака, вождя, лидера), признающей себя саму и признаваемой другими в качестве носителя особых божественных качеств (харизмы). Некоторые нетрадиционные религии формируются и развиваются как харизматические культы.

### Признаки
Наиболее распространённое определение признаков харизматического культа:
- Обожествление вождя (культ личности) (основатель и/или руководитель такой религиозной организации объявляет самого себя либо богом, либо наместником Бога на земле, либо представителем какой-либо сверхъестественной силы (например, Сатаны)
- Малочисленность (на первых порах, хотя со временем численность может значительно возрасти)
- Замкнутость (самоотчуждение членов от окружающего мира, контроль за членами)
- Исключительность (мания величия) (притязания на конечную истинность своих установок и ценностей)
- Фанатизм (непримиримость к инакомыслию и враждебность к внешнему миру)
- Мистицизм (катастрофическо-апокалиптические взгляды)

## Харизматический культ ихаризматическое движение
Понятие харизматический культ применяется некоторыми исследователями для описания харизматов, а некоторые харизматические организации используют данное понятие в своём наименовании.

### Экономический культ
Психолог Стивен Хассан разработал многоуровневый маркетинг (MLM), представленный компаниями Amway и Tupperware. Считается культом. Они утверждают, что могут получать большую прибыль за короткий период времени, но часто требуют быстрых инвестиций, и большинство участников теряют свои активы. MLM вербует участников, используя тактику, используемую для вербовки культов. Тактика «бомбардировки любовью» состоит в том, чтобы попытаться привлечь людей, осыпая их любовью, например, к женщине, у которой нет опыта ведения бизнеса: «Вы рождены для ведения бизнеса».
NXIVM (произносится как «Nexium») — многоуровневая маркетинговая компания, которая превратилась в культовую организацию. Основанная Китом Раньером в 1998 году со штаб-квартирой в Олбани, штат Нью-Йорк, Nxivm представляла собой программу личного и профессионального развития. Тем не менее его обвиняют как в финансовой пирамиде, так и в культе, который подвергал своих членов эмоциональному и сексуальному насилию.